# David Thompson (ontdekkingsreiziger)

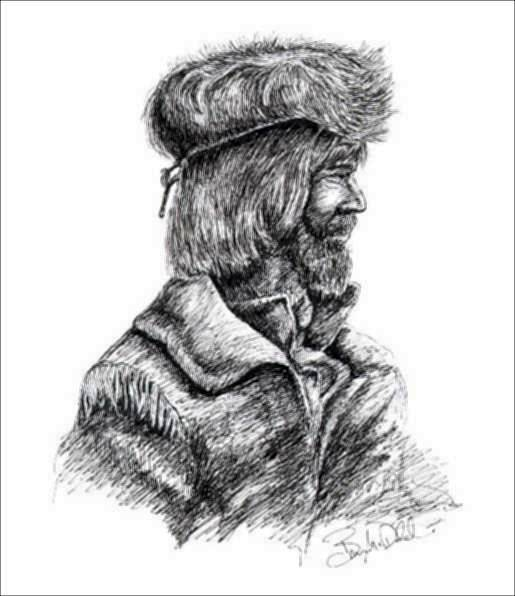
David Thompson

David Thompson (30 april 1770 - 10 februari 1857) was een Engels-Canadees ontdekkingsreiziger.
Als bonthandelaar van de Hudson's Bay Company ontdekte en verkende hij het westelijke deel van de Hudsonbaai en Bovenmeer en zette zijn kennis op kaart. Dit deed hij ook na talrijke trektochten door de Rocky Mountains tot de wateren van de Columbia en van daaruit naar beneden tot de Grote Oceaan. Hij was de eerste Europeaan die de Columbia van bron tot monding onderzocht. Zijn kaarten van de Coast Mountains zijn van zulke kwaliteit en detail, dat ze tot ver in de 20e eeuw als accuraat beschouwd werden.
De landmassa die door hem in kaart gebracht werd, besloeg 20 % van de wildernis van het Noord-Amerikaanse continent. Zijn tijdgenoot Alexander Mackenzie merkte op dat Thompson in 10 maanden deed wat hij net voor mogelijk had gehouden in minder dan 2 jaar. De kaart die hij in 1814 maakte, het grootste wat hij gedaan had, was zo accuraat dat 100 jaar later deze nog steeds als basis gebruikt werd voor de nieuwe kaarten van de Canadese overheid en spoorwegen. Hij legde ook de grens exact vast tussen Canada en de Verenigde Staten in het westen, en van de Saint Lawrencerivier tot Lake of the Woods.
In zijn dagboeken schrijft hij over een grote voetafdruk dicht bij Jasper, Alberta in 1811.
Alhoewel hij in alle ellende overleed, werd hij 100 jaar na zijn dood in ere hersteld. Hij wordt nu zelfs beschouwd als een van de grootste landgeografen die ooit bestaan heeft.

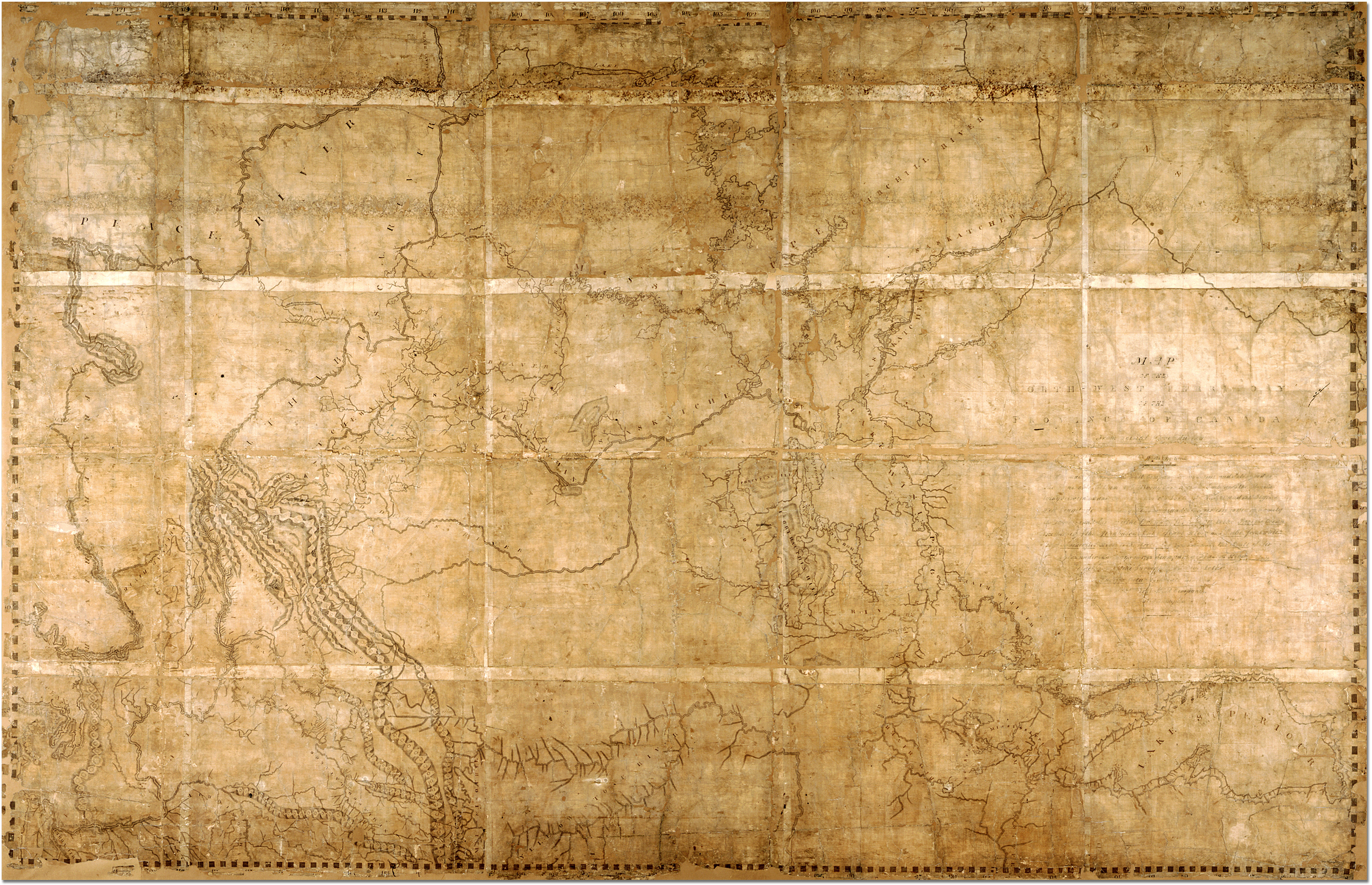
Kaart, getekend door David Thompson